# Меркюри Финикс Тръст
„Меркюри Финикс Тръст“ е благотворителна организация, която се бори с ХИВ/СПИН в целия свят.
След смъртта на вокалиста на „Куийн“ Фреди Меркюри от СПИН в Лондон през 1991 г. останалите членове на групата и Джим Бийч, техният мениджър, организират концерт в чест на Меркюри за повишаване на информираността на обществото относно СПИН. Приходите от концерта са използвани за стартиране на фондацията, която работи без прекъсване оттогава.
Настоящите попечители на фондацията са: Брайън Мей, Роджър Тейлър, Джим Бийч и бившата годеница на Меркюри Мери Остин.